# Natalja Wladimirowna Wesselnizkaja

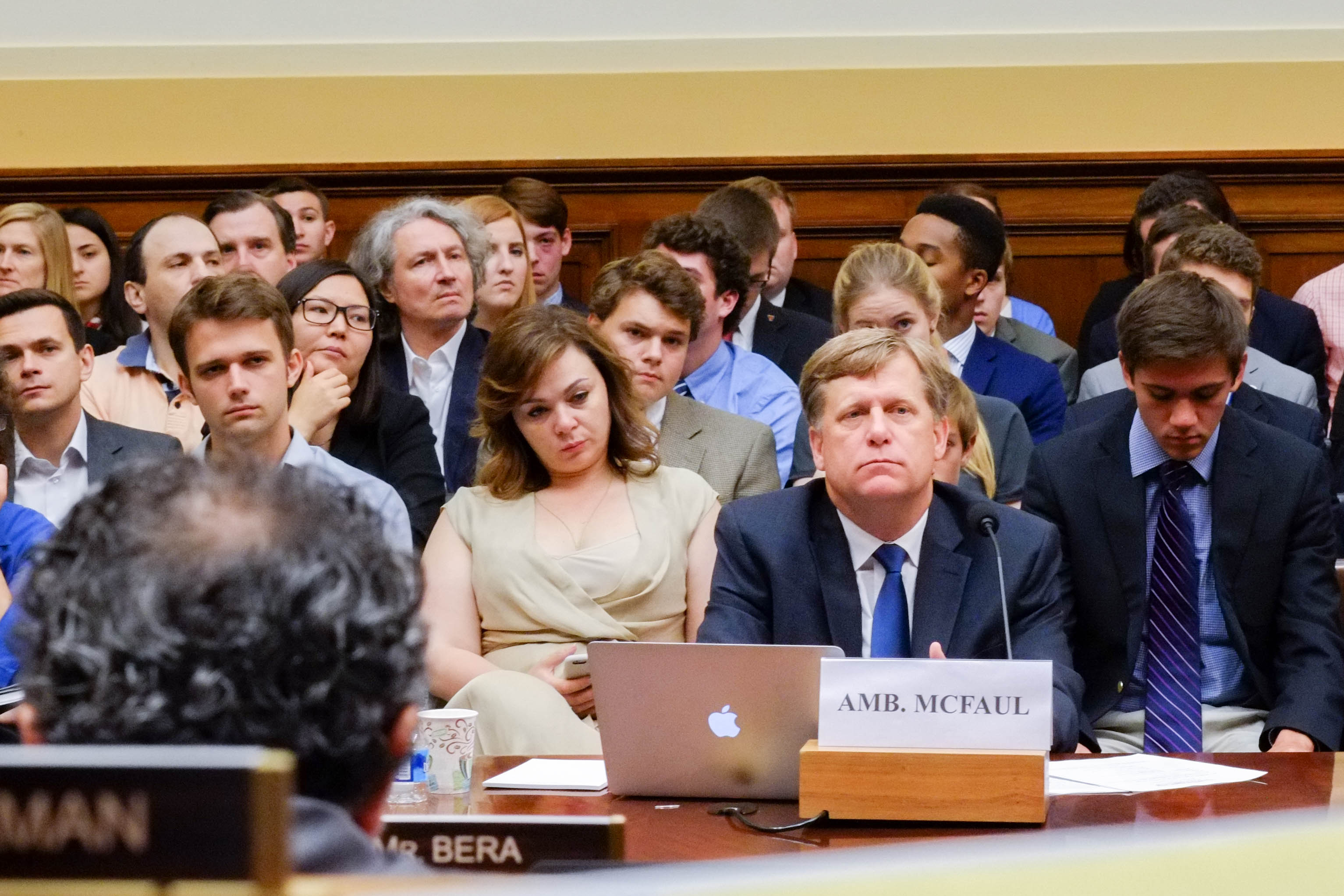
Natalja Wesselnizkaja sitzt an der rechten Seite von Michael McFaul, US-Botschafter in Russland, während einer Anhörung 2016 im United States House Committee on Foreign Affairs

Natalja Wladimirowna Wesselnizkaja (* 22. Februar 1975) ist eine russische Anwältin. International bekannt wurde sie, als sie mit Donald Trump Junior während des Präsidentschaftswahlkampfes 2016 ein Treffen hatte, in dem sie ihm kompromittierendes Material über Hillary Clinton angeboten haben soll.

## Leben
Wesselnizkaja schloss ihr Jura-Studium 1998 in Moskau, an der Moskauer Staatliche Juristische O.E. Kutafin-Universität (MGJuA) ab und wurde zunächst Staatsanwältin. Sie wechselte zu einer Bank und als diese zahlungsunfähig war, wurde Wesselnizkaja selbständige Anwältin und nannte die Kanzlei Kamerton Consulting.
Während ihrer Tätigkeit als Anwältin vertrat sie eine Reihe von Klienten, die in Grundstücksspekulationen verwickelt waren, außerdem ist sie spezialisiert auf feindliche Firmenübernahmen. Sie ist bekannt dafür, dass sie ihre Prozesse in der Regel gewinnt. Unter anderen vertrat sie Pjotr Kazyw, einen ehemaligen hohen Beamten der Russischen Eisenbahnen und heutiger Geschäftsmann, und seinen Sohn Denis Kazyw vor Gericht.
Später engagierte sie sich gegen den sogenannten „Magnitsky Act“, der vom US-Kongress als Gesetz in Reaktion auf den ungeklärten Tod von Sergei Magnitski, der illegale Steuerrückzahlungen aus der Staatskasse in Höhe von 230 Millionen Dollar aufgedeckt hatte, verabschiedet worden war und das sowohl Beamte als auch Geschäftsleute, die in Verbindung zum Magnitski-Fall standen, sanktionierte.
Im Jahr 2016 traf sie Trump Junior. Zum Zeitpunkt des Treffens, an dem auch Jared Kushner teilnahm, verteidigte sie den Sohn des stellvertretenden Chefs der Russischen Eisenbahn, Denis Kazyw, vor einem New Yorker Gericht. Es wird ihr seit Juli 2017 vorgeworfen, sie habe ihm belastendes Material über Hillary Clinton angeboten und sei in dieser Angelegenheit im Auftrag der russischen Regierung tätig gewesen. Wesselnizkaja selbst streitet das ab und behauptet, sie arbeite nicht für die Regierung Russlands. Trump behauptete, dass es bei dem Treffen um Adoptionsthemen gegangen sei.
Anfang Januar 2019 wurde Wesselnizkaja von den New Yorker Strafverfolgungsbehörden angeklagt. Die Staatsanwaltschaft beschuldigt Wesselnizkaja, Ermittlungen in einem Fall von Geldwäsche in einem Verfahren gegen einen russischen Unternehmer und seine in Zypern registrierte Investmentfirma Prevezon Holdings Ltd. behindert zu haben. Außerdem steht sie seit 2017 im Visier des Sonderermittlers und früheren Leiters des FBI, Robert Mueller, der untersucht, ob es eine russische Einmischung in den amerikanischen Präsidentschaftswahlkampf und möglicherweise eine Kooperation des Trump-Teams mit den Russen gegeben hat.

## Privatleben
Wesselnizkaja war in erster Ehe verheiratet mit Alexander Mitusow, dem damaligen stellvertretenden Generalstaatsanwalt der Oblast Moskau und späteren Vizeminister für Verkehr der Regionalregierung. Die Ehe wurde geschieden.